# Ochrosia

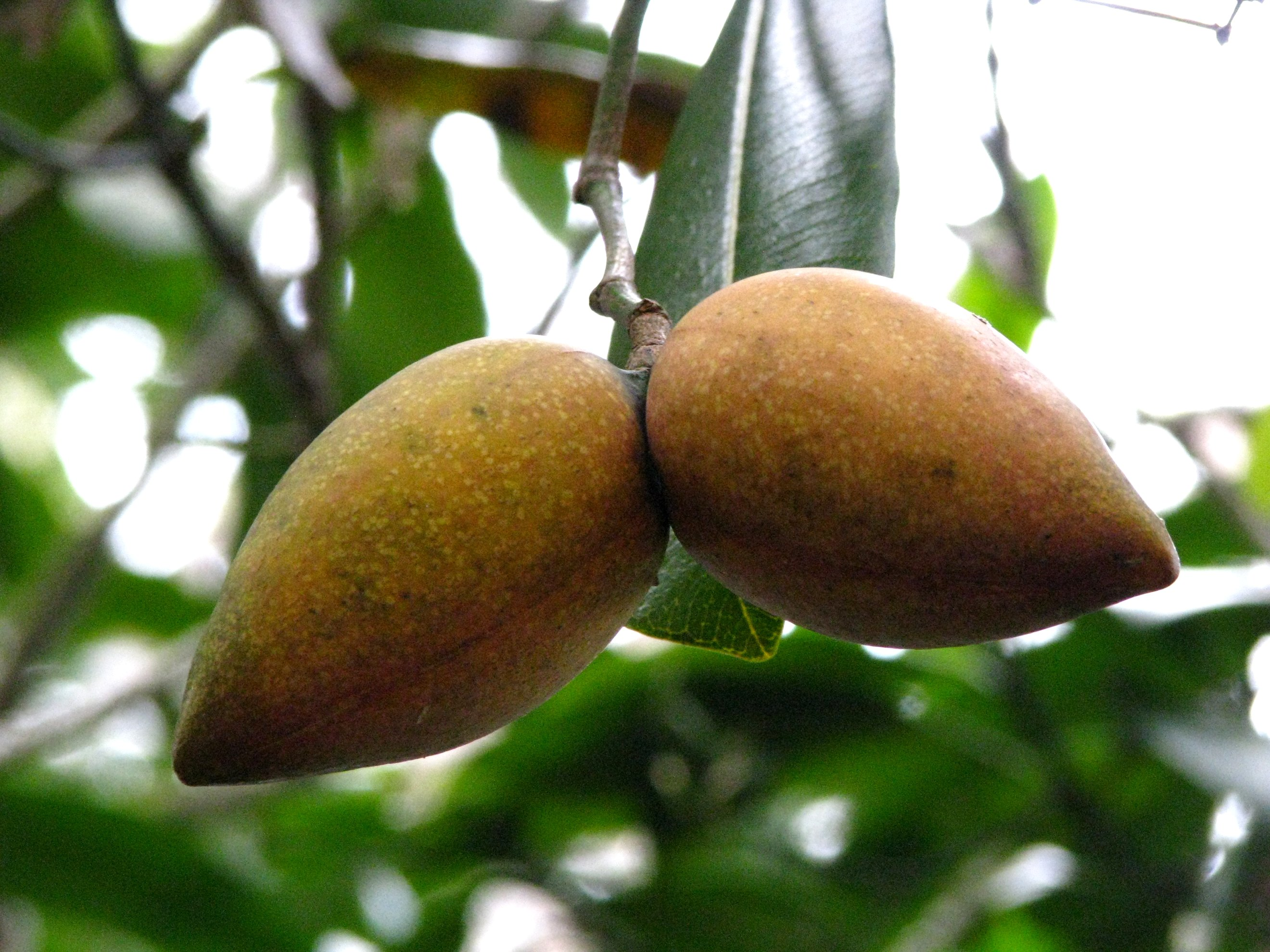
Owoce Ochrosia haleakalae

Ochrosia – rodzaj roślin z rodziny toinowatych (Apocynaceae). Obejmuje 44 gatunki. Występują one na Maskarenach i Seszelach, w Malezji, Australii i wyspach zachodniej Oceanii. Ochrosia elliptica – gatunek rosnący od tropikalnej Australii po Nową Kaledonię ma jadalne owoce. Szereg innych gatunków ma znaczenie użytkowe dostarczając drewna, barwników i jest wykorzystywanych w lecznictwie.

## Morfologia
PokrójDrzewa o grubych pędach, zawierające sok mleczny.
LiścieWyrastają w okółkach po 3–5, czasem też naprzeciwlegle. Od centralnej wiązki przewodzącej odchodzą pod niemal prostym kątem liczne i niemal równoległe żyłki boczne.
KwiatyZebrane w wierzchotki szczytowe. Kielich zwykle ogruczolony, z działkami głęboko rozciętymi. Korona kwiatu z płatkami zrośniętymi w rurkę i z rozpostartymi, zachodzącymi na siebie łatkami. Pręciki osadzone w rurce korony. Zalążnie dwie wolne lub zrośnięte ze sobą u nasady, zawierające po kilka zalążków. Szyjka słupka nitkowata, z płytko rozwidlonym znamieniem na końcu.
OwoceMieszki zawierające po 2–4 nasiona w komorach.

## Systematyka
Rodzaj z plemienia Vinceae z podrodziny Rauvolfioideae z rodziny toinowatych Apocynaceae.  
Wykaz gatunków
- Ochrosia ackeringae (Teijsm. & Binn.) Miq.
- Ochrosia acuminata Trimen ex Valeton
- Ochrosia alyxioides Guillaumin
- Ochrosia apoensis Elmer
- Ochrosia balansae (Guillaumin) Baill. ex Guillaumin
- Ochrosia basistamina Hendrian
- Ochrosia bodenheimarum Guillaumin
- Ochrosia borbonica J.F.Gmel.
- Ochrosia brevituba Boiteau
- Ochrosia brownii (Fosberg & Sachet) Lorence & Butaud
- Ochrosia citrodora K.Schum. & Lauterb.
- Ochrosia coccinea (Teijsm. & Binn.) Miq.
- Ochrosia compta K.Schum.
- Ochrosia elliptica Labill.
- Ochrosia fatuhivensis Fosberg & Sachet
- Ochrosia ficifolia (S.Moore) Markgr.
- Ochrosia glomerata (Blume) F.Muell.
- Ochrosia grandiflora Boiteau
- Ochrosia haleakalae H.St.John
- Ochrosia hexandra Koidz.
- Ochrosia inventorum L.Allorge
- Ochrosia iwasakiana (Koidz.) Koidz. ex Masam.
- Ochrosia kauaiensis H.St.John
- Ochrosia kilaueaensis H.St.John
- Ochrosia kilneri F.Muell.
- Ochrosia lifuana Guillaumin
- Ochrosia mariannensis A.DC.
- Ochrosia miana Baill. ex Guillaumin
- Ochrosia minima (Markgr.) Fosberg & Boiteau
- Ochrosia moorei (F.Muell.) Benth.
- Ochrosia mulsantii Montrouz.
- Ochrosia nakaiana (Koidz.) Koidz. ex H.Hara
- Ochrosia newelliana F.M.Bailey
- Ochrosia novocaledonica Däniker
- Ochrosia oppositifolia (Lam.) K.Schum.
- Ochrosia poweri F.M.Bailey
- Ochrosia sciadophylla Markgr.
- Ochrosia sevenetii Boiteau
- Ochrosia silvatica Däniker
- Ochrosia solomonensis (Merr. & L.M.Perry) Fosberg & Boiteau
- Ochrosia syncarpa Markgr.
- Ochrosia tenimberensis Markgr.
- Ochrosia thiollierei Montrouz.
- Ochrosia vitiensis (Markgr.) Pichon